# Ленінськ (Волгоградська область)
Ленінськ (рос. Ленинск) — місто в Росії, у Волгоградській області, адміністративний центр Ленінського району. Населення 15 149 осіб (2017 рік).

## Історія

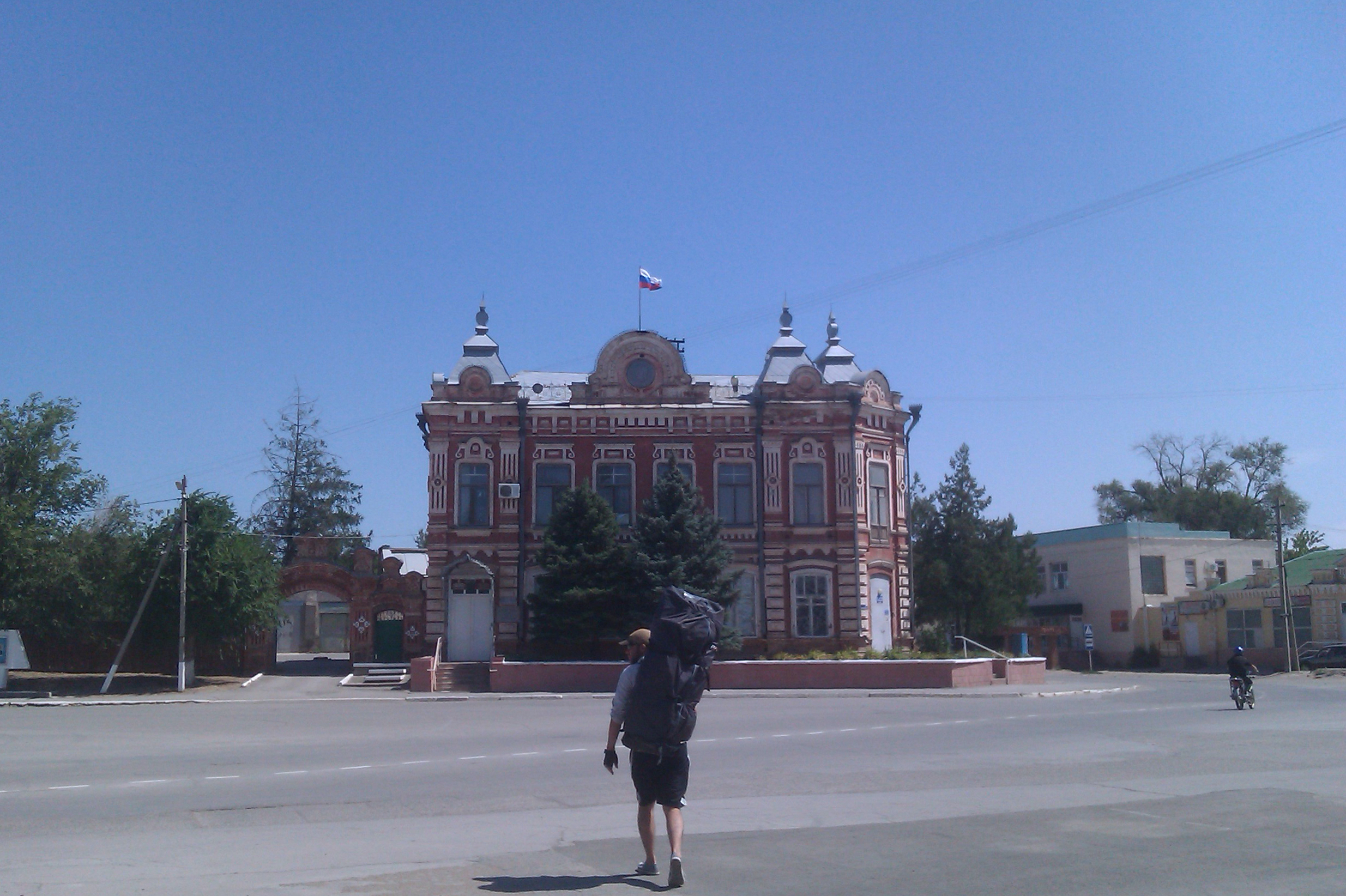
Будинок купців Конякіних, у якому розташовується адміністрація міста та краєзнавчий музей

Історичне минуле міста йде з XVIII століття, коли за указом Катерини II в Заволжя було переселено 1300 селянських родин з середньої смуги Росії для робіт, пов'язаних з виробництвом шовкових тканин. Ці переселенці поклали початок селам Пришиб, Заплавне тощо.
Датою заснування села Пришиб (нині м Ленінськ) Царицинської округи Астраханської губернії (не плутати з селом того ж назви Єнотаєвський округи на березі річки Волга, заснованому в 1770 році) вважається 1776 рік, а вже по 4-й ревізії 1783 року в селі проживало 500 душ чоловічої статі.

## Економіка
Економіка району базується на виробництві сільськогосподарської продукції: овочів, зернових тощо. Район знаходиться в зоні ризикованого землеробства, тому високі врожаї зернових вкрай рідкісні. Промисловість представлена такими підприємствами, як елеватор, пекарня та друкарня. Підприємства міста: МП «Оптиміст», АК 1726, районний вузол зв'язку з поштовим відділенням та інші - здійснюють надання послуг населенню. У місті є готель. У районі працюють 3 середні школи, 5 дитячих садків, школа-інтернат для дітей зі зниженим слухом, ПУ-47. Діють підлітковий клуб, Будинок дитячої творчості, РДК «Жовтень» (500 місць), дитяча музична школа. В 1990 році побудований новий лікарняний комплекс на 300 ліжок з поліклінічним корпусом.